# L'Amant sans visage
Pour plus de détails, voir Fiche technique et Distribution.
L'Amant sans visage (titre original : Nora Prentiss) est un film américain en noir et blanc réalisé par Vincent Sherman, sorti en 1947.

## Synopsis
Le docteur Talbot, insatisfait de sa vie conjugale, entame une liaison avec la chanteuse de boîte de nuit Nora Prentiss. Incapable de demander le divorce, il simule sa propre mort, puis part avec Nora à New York.

## Fiche technique
- Titre : L'Amant sans visage
- Titre original : Nora Prentiss
- Réalisation : Vincent Sherman
- Scénario : Paul Webster, Jack Sobell, N. Richard Nash
- Photographie : James Wong Howe
- Effets visuels : Edwin B. DuPar
- Montage : Owen Marks
- Musique : Franz Waxman
- Direction artistique : Anton Grot
- Décors : Walter Tilford
- Producteur : William Jacobs
- Producteur exécutif : Jack L. Warner
- Société de production et de distribution : Warner Bros.
- Pays d'origine :  États-Unis
- Langue : anglais
- Lieu de tournage : San Francisco et Warner Brothers Burbank Studios
- Format : noir et blanc — 35 mm — 1,37:1 — son Mono
- Genre : Film dramatique, Film noir
- Durée : 111 minutes (1 h 51)
- Dates de sortie :
  - États-Unis : 21 février 1947 (New York)
  - France : 21 juillet 1948

## Distribution
- Ann Sheridan : Nora Prentiss
- Kent Smith : Dr Richard Talbot
- Bruce Bennett : Dr Joel Merriam
- Robert Alda : Phil Dinardo, client du café
- Rosemary DeCamp : Lucy Talbot
- John Ridgely : Walter Bailey, un patient
- Robert Arthur : Gregory Talbot
- Wanda Hendrix : Bonita 'Bunny' Talbot
- Helen Brown : Mlle Judson, infirmière assistante Talbot
- Rory Mallinson : Fleming, avocat de Talbot
- Harry Shannon : le lieutenant de la police criminelle de San Francisco
- James Flavin : le procureur de district
- Douglas Kennedy : médecin
- Don McGuire : le chauffeur de camion
- Clancy Cooper : policier

## À noter
- Le tournage s'est déroulé à San Francisco et aux Warner Brothers Burbank Studios du 14 janvier 1946 au 22 avril 1946.